# Hållsta (commune de Gnesta)
Hållsta est une localité de Suède dans la commune de Gnesta située dans le comté de Södermanland.
Sa population était de 200 habitants en 2019.